# Diconne
Diconne est une commune française située dans le département de Saône-et-Loire, en région Bourgogne-Franche-Comté.

## Géographie
Diconne fait partie de la Bresse louhannaise.

### Climat
Pour des articles plus généraux, voir Climat de la Bourgogne-Franche-Comté et Climat de Saône-et-Loire.
En 2010, le climat de la commune est de type climat océanique dégradé des plaines du Centre et du Nord, selon une étude du Centre national de la recherche scientifique s'appuyant sur une série de données couvrant la période 1971-2000. En 2020, Météo-France publie une typologie des climats de la France métropolitaine dans laquelle la commune est exposée à un climat semi-continental et est dans la région climatique Bourgogne, vallée de la Saône, caractérisée par un bon ensoleillement (1 900 h/an), un été chaud (18,5 °C), un air sec au printemps et en été et des vents faibles.
Pour la période 1971-2000, la température annuelle moyenne est de 11 °C, avec une amplitude thermique annuelle de 17,6 °C. Le cumul annuel moyen de précipitations est de 910 mm, avec 11,6 jours de précipitations en janvier et 7,9 jours en juillet. Pour la période 1991-2020, la température moyenne annuelle observée sur la station météorologique de Météo-France la plus proche, « Bragny sur Saône », sur la commune de Bragny-sur-Saône à 17 km à vol d'oiseau, est de 12,3 °C et le cumul annuel moyen de précipitations est de 845,9 mm. 
La température maximale relevée sur cette station est de 40,3 °C, atteinte le 24 juillet 2019 ; la température minimale est de −12,9 °C, atteinte le 5 février 2012,,.
Les paramètres climatiques de la commune ont été estimés pour le milieu du siècle (2041-2070) selon différents scénarios d'émission de gaz à effet de serre à partir des nouvelles projections climatiques de référence DRIAS-2020. Ils sont consultables sur un site dédié publié par Météo-France en novembre 2022.

## Urbanisme

### Typologie
Au 1er janvier 2024, Diconne est catégorisée commune rurale à habitat très dispersé, selon la nouvelle grille communale de densité à sept niveaux définie par l'Insee en 2022.
Elle est située hors unité urbaine. Par ailleurs la commune fait partie de l'aire d'attraction de Chalon-sur-Saône, dont elle est une commune de la couronne,. Cette aire, qui regroupe 109 communes, est catégorisée dans les aires de 50 000 à moins de 200 000 habitants,.

### Occupation des sols
L'occupation des sols de la commune, telle qu'elle ressort de la base de données européenne d’occupation biophysique des sols Corine Land Cover (CLC), est marquée par l'importance des territoires agricoles (64,2 % en 2018), une proportion sensiblement équivalente à celle de 1990 (64,3 %). La répartition détaillée en 2018 est la suivante : zones agricoles hétérogènes (40,9 %), forêts (35,8 %), terres arables (17,9 %), prairies (5,4 %). L'évolution de l’occupation des sols de la commune et de ses infrastructures peut être observée sur les différentes représentations cartographiques du territoire : la carte de Cassini (XVIIIe siècle), la carte d'état-major (1820-1866) et les cartes ou photos aériennes de l'IGN pour la période actuelle (1950 à aujourd'hui).

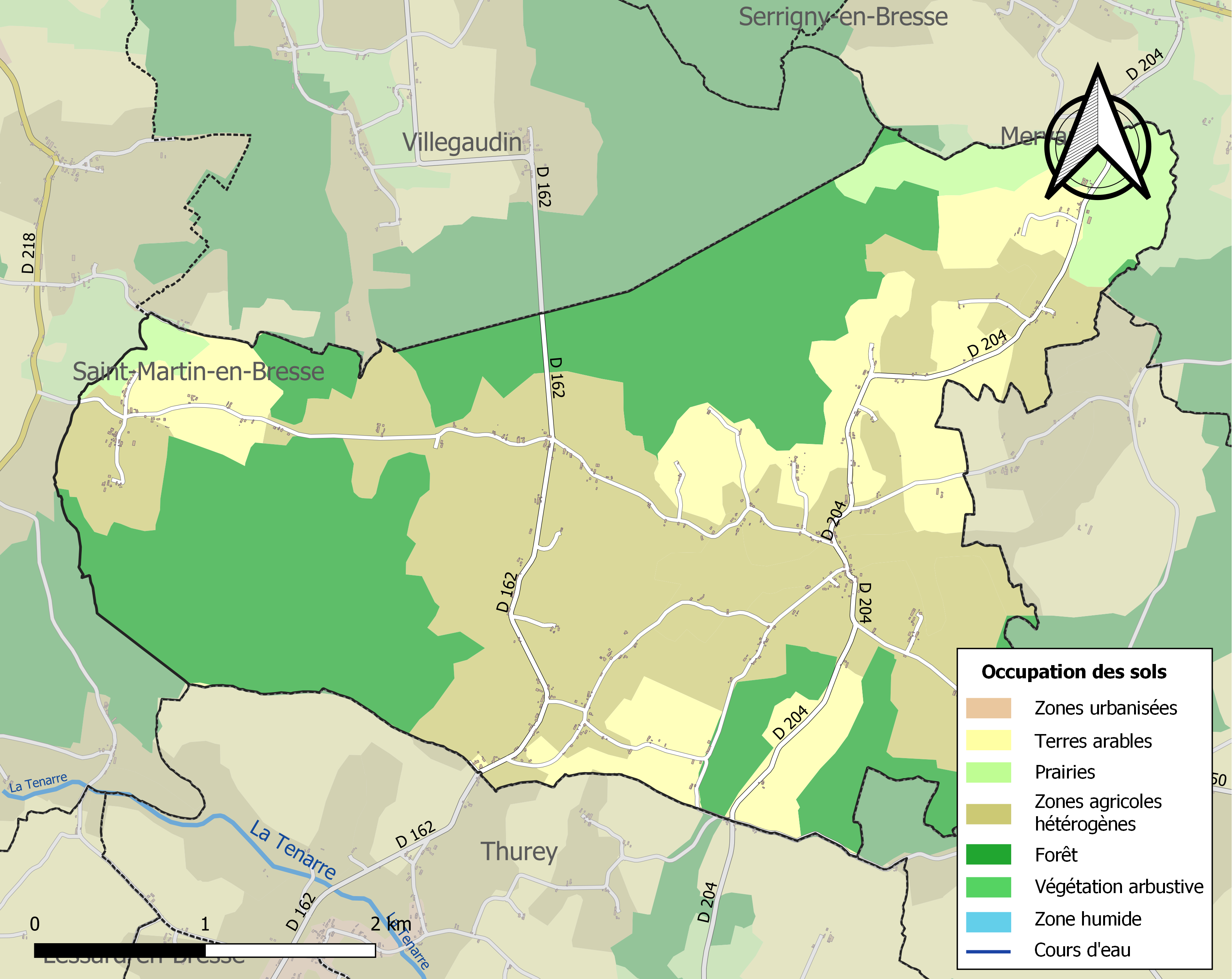
Carte des infrastructures et de l'occupation des sols de la commune en 2018 (CLC).

## Histoire
La plus vieille description précise des villages de cette partie de Bresse du Nord est la visite de Benoist Julien, conseiller du roi Louis XIV en avril 1676 : il s'agissait en fait d'une inspection destinée à vérifier si les doléances des villageois étaient fondées, à un moment où Louis XIV s'apprêtait à fortement augmenter les impôts.

« [...] avons reconnu en arrivant (à Diconne) qu'il est situé parmi les bois, que son climat est de peu de rapport, que les terres n'y sont qu'à seigle, et que toutes les maisons sont couvertes de paille [...] il y a environ huit laboureurs tenant chacun une charrue. Le surplus sont pauvres grangers, manouvriers et gens vivant du travail qu'ils ont dans les bois, ont quelques cantons de terre qu'ils défrichent [...] [La population] est présentement réduite à 46 feux [= env. 200 personnes], y compris les femmes veuves, parce que plusieurs ont abandonné, qu'il y a 3 granges [=fermes] des meilleures de la paroisse qui sont abandonnées, l'une pour avoir été incendiée, une autre parce que le propriétaire a été détenu es prisons de Dijon plus d'un an, et l'autre par le décès de son maistre qui a été assassiné; que dans ladite communauté ils n'ont point de communaux [...] »

— Archives départementales de la Côte-d'Or - cote C4838
Jusqu'au milieu du XVIIIe siècle, la vie à Diconne est très précaire, à cause de sa situation de clairière au milieu des Bois de La Marche, marécageuse et propice au paludisme. Année après année pendant les règnes de Louis XIV et Louis XV, les échevins soulignent l'excès des impôts demandés.
Voici la composition sociologique et la population de la paroisse à quelques dates :
- 1578 : 22 feux (unités familiales) soit environ 110 habitants
- 1588 : 37 feux (= 190 hab.)
- 1607 : 9 feux (= 45 hab.)
- 1650 : 12 feux(= 60 hab.) « jusqu'à rétablissement » ; à la suite des guerres.
- 1667 : 27 feux (= 145 hab.)
- 1699 : 70 feux (= 350 hab.)
- 1708 : 76 familles + 10 veuves = 390 habitants, répartis ainsi : 25 familles de laboureurs aisée, 8 petits laboureurs ou métayers, 4 veuves aisées, 28 familles de manouvriers, 5 artisans pauvres, 11 mendiants, 5 veuves pauvres
- (1709-1710 : année de la grande famine) En 12 ans, la situation va se redresser spectaculairement.
- 1726 : 102 familles dont les professions sont : 51 manouvriers ou journaliers, 18 rentiers, 14 demi-laboureurs, 8 laboureurs et grangers, 2 mendiants, 2 maréchaux-ferrants, 2 cabaretiers (dont la présence, nouvelle, est symptomatique), 1 charron, 1 sabotier, 1 praticien (juriste), 1 garde-étalons
- 1736 : 76 familles + 7 veuves
- 1749 : 72 familles + 10 veuves
- 1760 : 76 familles + 2 veuves, comprenant : 2 marchands, 6 fermiers aisés, 1 cabaretier, 2 charbonniers, 13 cercliers et sabotiers, 1 cardeur, 2 maréchaux, 1 tailleur, 1 meunier, 3 tissiers, 12 laboureurs propriétaires, 11 laboureurs d'autrui, 21 journaliers.
- 1787 : 132 familles + 12 veuves.

Par lettres patentes de mars 1763, Diconne fut uni avec Saint-Martin-en-Bresse au marquisat de La Marche (à Villegaudin), érigé en faveur de Claude-Philibert Fyot, 1er président au Parlement de Dijon.

## Politique et administration
| Période                                  | Période      | Identité               | Étiquette | Qualité |
| ---------------------------------------- | ------------ | ---------------------- | --------- | ------- |
| juin 1995                                | mars 2008    | Joël Sassot            |           |         |
| mars 2008                                | juillet 2018 | Jean-Pierre Théveniaux |           |         |
| octobre 2018                             | En cours     | RobertCoulon           |           |         |
| Les données manquantes sont à compléter. |              |                        |           |         |

## Démographie
L'évolution du nombre d'habitants est connue à travers les recensements de la population effectués dans la commune depuis 1793. Pour les communes de moins de 10 000 habitants, une enquête de recensement portant sur toute la population est réalisée tous les cinq ans, les populations de référence des années intermédiaires étant quant à elles estimées par interpolation ou extrapolation. Pour la commune, le premier recensement exhaustif entrant dans le cadre du nouveau dispositif a été réalisé en 2006.

En 2022, la commune comptait 373 habitants, en évolution de +7,49 % par rapport à 2016 (Saône-et-Loire : −1,06 %, France hors Mayotte : +2,11 %).
| 1793 | 1800 | 1806 | 1821 | 1831 | 1836 | 1841 | 1846 | 1851 |
| ---- | ---- | ---- | ---- | ---- | ---- | ---- | ---- | ---- |
| 711  | 753  | 709  | 666  | 656  | 816  | 770  | 803  | 803  |

| 1856 | 1861 | 1866 | 1872 | 1876 | 1881 | 1886 | 1891 | 1896 |
| ---- | ---- | ---- | ---- | ---- | ---- | ---- | ---- | ---- |
| 770  | 720  | 752  | 723  | 701  | 726  | 698  | 740  | 725  |

| 1901 | 1906 | 1911 | 1921 | 1926 | 1931 | 1936 | 1946 | 1954 |
| ---- | ---- | ---- | ---- | ---- | ---- | ---- | ---- | ---- |
| 716  | 669  | 628  | 589  | 602  | 578  | 538  | 529  | 482  |

| 1962 | 1968 | 1975 | 1982 | 1990 | 1999 | 2006 | 2011 | 2016 |
| ---- | ---- | ---- | ---- | ---- | ---- | ---- | ---- | ---- |
| 435  | 389  | 372  | 302  | 292  | 215  | 275  | 351  | 347  |

| 2021 | 2022 | - | - | - | - | - | - | - |
| ---- | ---- | - | - | - | - | - | - | - |
| 363  | 373  | - | - | - | - | - | - | - |

## Vie locale

### Culte
Diconne relève de la paroisse de la Sainte-Trinité en Bresse, créée en 2000, qui regroupe vingt-trois villages et a son siège à Saint-Germain-du-Bois.

## Culture locale et patrimoine

### Lieux et monuments
Est à voir à Diconne : 
- l'église Saint-Pierre, édifice construit en 1851 à l'emplacement de l'église précédente, d’après des plans de l’architecte André Berthier de Mâcon.

### Héraldique
| Blason de Diconne | Blason  | Coupé ondé : au 1er parti au I d'azur à deux roseaux tigés et feuillés d'or accompagnés en chef d'un canard volant d'argent et au II d'or au chêne au naturel, au 2e de sinople à la ferme bressane d'or. |
| Blason de Diconne | Détails | Le statut officiel du blason reste à déterminer. |

## Pour approfondir